# توگبا پالازاوغلو
توگبا پالازاوغلو (انگلیسی: Tuğba Palazoğlu؛ زادهٔ ۴ دسامبر ۱۹۸۰) بازیکن بسکتبال اهل ترکیه است که در پُست گارد بازی می‌کرد. او سال‌ها در لیگ برتر بسکتبال زنان ترکیه و همچنین برای تیم ملی بسکتبال زنان ترکیه به میدان رفت. پالازاوغلو به دلیل سرعت بالا، مهارت در شوت‌زنی و بازی‌سازی شناخته می‌شود و در رقابت‌های بین‌المللی مانند یوروبسکت نقش کلیدی ایفا کرده است. پس از بازنشستگی، در زمینه مربیگری و توسعه بسکتبال زنان در ترکیه فعالیت دارد.
وی در مسابقات کشوری و بین‌المللی در مجموع برندهٔ ۱ مدال نقره، ۱ مدال برنز شده است.